# Монтейру, Жуан Сезар
Жуа́н Се́зар Монте́йру (порт. João César Monteiro, 2 февраля 1939, Фигейра-да-Фош — 3 февраля 2003, Лиссабон) — португальский кинорежиссёр, актер, писатель, виднейший представитель нового кино Португалии.

## Биография
Из обеспеченной семьи землевладельцев, но при этом антиклерикалов и настроенных против режима Салазара. Учебу в частном полузакрытом лиссабонском коллеже не закончил: его отчислили. В 1963—1965 по гранту Фонда Гульбенкяна учился в Лондонской школе кинотехники. Писал статьи о кино. Дебютировал в 1969 документальной лентой, посвящённой Софии де Мелло Брейнер. В качестве актера выступал в собственных фильмах, у Мануэла де Оливейры и других португальских режиссёров.
Умер от рака.

## Творчество
Снимал документальные и короткометражные ленты. Наиболее известен трилогией о Жуане ди Деуше (Жуане Божьем), во многом автобиографическую роль которого играл сам:
- Воспоминания о Жёлтом доме/ Recordações da Casa Amarela (1989, Серебряный лев Венецианского кинофестиваля)
- Комедия о Жуане Божьем/ A Comédia de Deus (1995, посвящён памяти Сержа Дане; Большая специальная премия жюри Венецианского кинофестиваля, номинация на Золотого льва)
- Свадьба Жуана Божьего/ As Bodas de Deus (1999, премия за лучший фильм на МКФ в Мар-дель-Плата)

Трилогию продолжил автопортретный фильм Туда-сюда (порт. Vai e Vem, 2003), завершенный режиссёром незадолго до смерти: главную роль в нём он также исполнил сам.
Монтейру мечтал снять фильм по роману Сада Философия в будуаре, но признал замысел невыполнимым.
Экспериментальная лента Белоснежка (порт. Branca de Neve, 2000) создана по мотивам одноименной новеллы Роберта Вальзера: она снята на чёрном экране, так что актеры представлены лишь голосами.